# رود مولونگلو
رودخانه Molonglo رودی است که به رودخانه (Murrumbidgee) می‌ریزد. این رود از کشور استرالیا می‌گذرد.